# Ädil Ghaliachmetow
Ädil Ghaliachmetow (kasachisch Әділ Ғалиахметов; russisch Адиль Казбекович Галиахметов / Adil Kasbekowitsch Galiachmetow; englisch Adil Galiakhmetov; * 16. November 1998 in Oral) ist ein kasachischer Shorttracker.

## Werdegang
Galiachmetow startete international erstmals bei den Juniorenweltmeisterschaften 2017 in Innsbruck und errang dort den 50. Platz im Mehrkampf. Sein Debüt im Shorttrack-Weltcup gab er im Februar 2017 in Dresden, welches er auf dem 17. Platz über 1000 m beendete. Im folgenden Jahr belegte er bei den Juniorenweltmeisterschaften in Tomaszów Mazowiecki den 15. Platz im Mehrkampf und den zehnten Rang mit der Staffel. Bei den Shorttrack-Weltmeisterschaften 2019 in Sofia lief er auf den 29. Platz im Mehrkampf und bei den Shorttrack-Weltmeisterschaften 2021 in Dordrecht auf den 15. Platz im Mehrkampf und auf den sechsten Rang mit der Staffel. Zu Beginn der Saison 2021/22 errang er in Peking mit dem zweiten Platz über 1500 m seine erste Podestplatzierung im Weltcup und erreichte damit den zehnten Platz in der Gesamtwertung.

## Persönliche Bestzeiten
| Distanz | Zeit         | Datum            | Ort       |
| ------- | ------------ | ---------------- | --------- |
| 500 m   | 40,708 s     | 5. März 2021     | Dordrecht |
| 1000 m  | 1:24,425 min | 13. Januar 2018  | Utrecht   |
| 1500 m  | 2:12,588 min | 21. Oktober 2021 | Peking    |